# U3-as metróvonal (Berlin)
Az U3 egy berlini metróvonal, mely jelenlegi formájában 2018. május 7. óta létezik.
Az útvonala nagyrészt megegyezik az előző, 1993-ig közlekedő U2-vel, amely a Krumme Lanke és a Wittenbergplatz között közlekedett. 1993–2004 között a vonal az U1 jelzést viselte. 2003-ban meghosszabbították a vonalat egy állomással, a Wittenbergplatz helyett a Nollendorfplatz lett a végállomás annak érdekében, hogy egy állomáson át lehessen szállni az U4-re/U4-ről. Az U3 2018. május 7-től az U1-es vonalán a Warschauer Straßéig közlekedik a Nollendorfplatz helyett.

## Vonalhosszabbítás
A vonalat tervezik meghosszabbítani egyrészt délen a Mexikoplatz S-Bahn-megállóig, mely mindössze egy rövid szakasznyi hosszabbítást jelent és ezáltal átszállási kapcsolat létesül az S1 (Oranienburg–Wannsee) és a metró között. A keleti hosszabbításra többféle megoldás is létezik, például az Ostkreuzig vagy a Frankfurter Torig is meghosszabbítható lenne az U3.